# Острів скарбів (фільм, 1971)
«Острів скарбів» (рос. «Остров сокровищ») — радянський художній фільм 1971 року, екранізація однойменного роману  Р. Л. Стівенсона.

## Сюжет
Одного разу в руки сміливого юного Джима Гокінса, що мріє про романтичні захопливі пригоди, потрапляє старовинна морська карта. Вона відкриває шлях до скарбу легендарного пірата — капітана Флінта. Скарби зариті на острівці, загубленому в океані. Разом з доктором Лівсі, сквайром Трелоні і капітаном Смоллетом на шхуні «Еспаньйола» Джим вирушає в небезпечне плавання. Але сталося так, що на цьому ж судні в плавання вирушили й пірати — колишні члени команди капітана Флінта. Кок Джон Сільвер організовує змову на кораблі і команді хороброго капітана Смоллетта доводиться боротися з бунтівниками. Смоллетт, Трелоні і Лівсі займають оборону на острові, у форті капітана Флінта. Сільвер атакує форт, але штурм провалюється. Джойс і Хантер гинуть, капітан Смоллет отримує поранення. Джим Гокінс втікає з форту і веде «Еспаньйолу» на Північну стоянку. Джим вбиває боцмана Гендса, який намагався вбити юнгу. Але Гокінс потрапляє в полон до піратів; вони, взявши його з собою, вирушають на пошуки скарбу. Незабаром вони потрапляють в засідку, двоє піратів гинуть, троє рятуються втечею. Загін Смоллетта розшукує скарби і благополучно повертається в Брістоль.

## У ролях
- Борис Андреєв — довгов'язий Джон Сільвер
- Ааре Лаанеметс — Джим Гокінс (озвучив Олексій Борзунов)
- Лаймонас Норейка — доктор Девід Лівсі (озвучив Едуард Ізотов)
- Альгімантас Масюліс — сквайр Джон Трелоні (озвучив Віктор Рождественський)
- Юозас Урмонавічус — капітан Александр Смоллетт (озвучив Володимир Дружников)
- Ігор Класс — Бен Ганн (озвучив Сергій Курилов)
- Олександр Альошин — Джон Хантер, слуга сквайра Трелоні
- Харій Авенс — пірат Том Морган
- Казімірас Віткус — штурман-пірат Біллі Бонс (озвучив Анатолій Соловйов)
- Володимир Грамматиков — Річард Джойс, слуга сквайра Трелоні
- Антанас Пікяліс — боцман-пірат Ізраель Хендс (озвучив Іван Рижов)
- Юріс Мартіньш Плявіньш — тесля Абрахам Грей
- Роберт Росс — Том Редрут, слуга сквайра Трелоні
- Михайло Селютин — пірат Дік Джонсон
- Микола Сіліс — моряк Том
- Вітаутас Томкус — пірат Джордж Меррі (озвучив  Леонід Марков)
- Андрій Файт — пірат Сліпий П'ю (озвучив  Михайло Глузський)
- Людмила Шагалова — місіс Гокінс, власниця трактиру "Адмірал Бенбоу"

## Знімальна група
- Автори сценарію:
  - Едгар Дубровський
  -  Євген Фрідман
- Режисер:  Євген Фрідман
- Оператор: Валерій Базилев
- Художник: Костянтин Загорський
- Композитор:  Олексій Рибников